# Através de Flandres de 2018
A 73.ª edição da clássica ciclista Através de Flandres (chamado oficialmente: Dwars door Vlaanderen) foi uma corrida na Bélgica que se celebrou a 28 de março de 2018 sobre um percurso de 180,5 quilómetros com início no município de Roeselare e final na cidade de Waregem.
A corrida faz parte do UCI World Tour 2018, sendo a décima segunda competição do calendário de ciclismo de classe mundial.
A corrida foi vencida pelo corredor belga Yves Lampaert da equipe Quick-Step Floors, em segundo lugar Mike Teunissen (Sunweb) e em terceiro lugar Sep Vanmarcke (EF Education First-Drapac).

## Percurso
O percurso tem uma variação para a edição de 2017, onde incluiu 4 secções planas de pavé e 12 paredes, algumas com áreas de paralelepípedos, com saída na cidade de Roeselare e chegada na cidade de Waregem numa distância de 180,5 km. A corrida faz parte do calendário clássico de paralelepípedos, onde os primeiros 90 km não têm muita dificuldade. Os últimos 90 km concentram 12 subidas, onde o monte de Taaienberg se destaca.
| Subidas | Subidas        | Subidas | Subidas         | Subidas           |
| Número  | Nome           | Km      | Comprimento (m) | Categoria         |
| ------- | -------------- | ------- | --------------- | ----------------- |
| 1       | Kluisberg      | 82,6    | 1800            | *                 |
| 2       | Knokteberg     | 89,9    | 1100            | * · *             |
| 3       | Kluisberg      | 107,3   | 1800            | *                 |
| 4       | Knokteberg     | 114,8   | 1100            | * · *             |
| 5       | Kortekeer      | 122,4   | 1000            | * · * · *         |
| 6       | Steenbeekdries | 125,7   | 820             | * · *             |
| 7       | Taaienberg     | 128,2   | 800             | * · * · * · * · * |
| 8       | Kruisberg      | 138,3   | 1800            | * · * · *         |
| 9       | Knokteberg     | 147     | 1100            | * · *             |
| 10      | Vossenhol      | 159,2   | 1268            | * · *             |
| 11      | Holstraat      | 163,6   | 1000            | * · *             |
| 12      | Nokereberg     | 171,1   | 350             | *                 |

| 1 | Mariaborrestraat | 124,5 | 2400 |
| 2 | Stationsberg     | 125,8 | 900  |
| 3 | Varent           | 154,4 | 809  |
| 4 | Herlegemstraat   | 173,8 | 800  |

## Equipas participantes
Tomaram parte na corrida 25 equipas: 17 de categoria UCI World Tour de 2018 convidados pela organização; 8 de categoria Profissional Continental. Formando assim um pelotão de 175 ciclistas dos que acabaram 149. As equipas participantes foram:
| Equipes WorldTeam (17)- Quick-Step Floors - BMC Racing Team - AG2R La Mondiale - Lotto Soudal - Trek-Segafredo - Movistar Team - EF Education First-Drapac p/b Cannondale - Astana - Team Sunweb - Sky - UAE Team Emirates - Bahrain-Merida - Katusha-Alpecin - Dimension Data - Lotto NL-Jumbo - Bora-Hansgrohe - Mitchelton-Scott Equipes profissionais Continentais (8)- Vérandas Willems-Crelan - Israel Cycling Academy - Direct Énergie - Cofidis, Solutions Crédits - Wanty-Groupe Gobert - Sport Vlaanderen-Baloise - WB-Aqua Protect-Veranclassic - Aqua Blue Sport |
| |

## Classificações finais
- As classificações finalizaram da seguinte forma:[5]

### Classificação geral
| \| Classificação geral \| Classificação geral \| Classificação geral \| Classificação geral \| Classificação geral \| \| Ciclista \| Ciclista \| Equipe \| Tempo \| \| \| ------------------- \| -------------------- \| ------------------------- \| ------------------- \| ------------------- \| \| 1. \| Yves Lampaert \| Quick-Step Floors \| 4h09m40s \| \| \| 2. \| Mike Teunissen \| Team Sunweb \| + 2s \| \| \| 3. \| Sep Vanmarcke \| EF Education First-Drapac \| + 2s \| \| \| 4. \| Edvald Boasson Hagen \| Dimension Data \| + 2s \| \| \| 5. \| Mads Pedersen \| Trek-Segafredo \| + 2s \| \| \| 6. \| Zdeněk Štybar \| Quick-Step Floors \| + 29s \| \| \| 7. \| Tiesj Benoot \| Lotto-Soudal \| + 30s \| \| \| 8. \| Greg Van Avermaet \| BMC Racing Team \| + 59s \| \| \| 9. \| Niki Terpstra \| Quick-Step Floors \| + 59s \| \| \| 10. \| Jasper Stuyven \| Trek-Segafredo \| + 59s \| \| \| 11. \| Alejandro Valverde \| Movistar Team \| + 59s \| \| \| 12. \| Gianni Moscon \| Team Sky \| + 59s \| \| \| 13. \| Timo Roosen \| LottoNL-Jumbo \| + 59s \| \| \| 14. \| Magnus Cort \| Astana \| + 2m42s \| \| \| 15. \| John Degenkolb \| Trek-Segafredo \| + 2m42s \| \| |                      |                           |          |
| |                      |                           |          |
| Fonte: ProCyclingStats |                      |                           |          |
| Classificação geral |                      |                           |          |
| Ciclista | Ciclista             | Equipe                    | Tempo    |
| 1. | Yves Lampaert        | Quick-Step Floors         | 4h09m40s |
| 2. | Mike Teunissen       | Team Sunweb               | + 2s     |
| 3. | Sep Vanmarcke        | EF Education First-Drapac | + 2s     |
| 4. | Edvald Boasson Hagen | Dimension Data            | + 2s     |
| 5. | Mads Pedersen        | Trek-Segafredo            | + 2s     |
| 6. | Zdeněk Štybar        | Quick-Step Floors         | + 29s    |
| 7. | Tiesj Benoot         | Lotto-Soudal              | + 30s    |
| 8. | Greg Van Avermaet    | BMC Racing Team           | + 59s    |
| 9. | Niki Terpstra        | Quick-Step Floors         | + 59s    |
| 10. | Jasper Stuyven       | Trek-Segafredo            | + 59s    |
| 11. | Alejandro Valverde   | Movistar Team             | + 59s    |
| 12. | Gianni Moscon        | Team Sky                  | + 59s    |
| 13. | Timo Roosen          | LottoNL-Jumbo             | + 59s    |
| 14. | Magnus Cort          | Astana                    | + 2m42s  |
| 15. | John Degenkolb       | Trek-Segafredo            | + 2m42s  |

## UCI World Ranking
O Através de Flandres outorga pontos para o UCI World Tour de 2018 e o UCI World Ranking, este último para corredores das equipas nas categorias UCI WorldTeam, Profissional Continental e Equipas Continentais. As seguintes tabelas mostram o barómetro de pontuação e os 10 corredores que obtiveram mais pontos:
| Posição   | 1.º | 2.º | 3.º | 4.º | 5.º | 6.º | 7.º | 8.º | 9.º | 10.º | 11.º | 12.º | 13.º | 14.º | 15.º-20.º | 21.º-30.º | 31.º-50.º | 51.º-55.º | 56.º-60.º |
| Pontuação | 300 | 250 | 215 | 175 | 120 | 115 | 95  | 75  | 60  | 50   | 40   | 35   | 30   | 25   | 20        | 12        | 5         | 2         | 1         |

| 1.º  | Yves Lampaert        | Quick-Step Floors         | 300 |
| 2.º  | Mike Teunissen       | Sunweb                    | 250 |
| 3.º  | Sep Vanmarcke        | EF Education First-Drapac | 215 |
| 4.º  | Edvald Boasson Hagen | Dimension Data            | 175 |
| 5.º  | Mads Pedersen        | Trek-Segafredo            | 120 |
| 6.º  | Zdeněk Štybar        | Quick-Step Floors         | 115 |
| 7.º  | Tiesj Benoot         | Lotto Soudal              | 95  |
| 8.º  | Greg Van Avermaet    | BMC Racing                | 75  |
| 9.º  | Niki Terpstra        | Quick-Step Floors         | 60  |
| 10.º | Jasper Stuyven       | Trek-Segafredo            | 50  |